# Benoît Laporte (journaliste)
Pour les articles homonymes, voir Laporte.
 (janvier 2018).
Si vous disposez d'ouvrages ou d'articles de référence ou si vous connaissez des sites web de qualité traitant du thème abordé ici, merci de compléter l'article en donnant les références utiles à sa vérifiabilité et en les liant à la section « Notes et références ».
Benoît Laporte, né en 1956 à Jarnac (Charente) est un journaliste français de radio et de télévision.
Il est diplômé en sciences politiques (IEP de Paris, 1978) et en journalisme (CFJ, 1981).
Lauréat de la bourse Francis Lauga, il travaille 17 ans à Europe 1 comme présentateur, grand reporter, correspondant à Washington, chef du service étranger et rédacteur en chef de la tranche matinale.
Entre 1998 et 2008, il est rédacteur en chef des journaux de LCI.
Entre 2008 et 2012, il est directeur adjoint de l'Information de RFI (Radio France Internationale).
En 2012 il est nommé adjoint au directeur de France 24 responsable de l'antenne francophone de la chaîne internationale. Il est remplacé en 2017 par Vanessa Burgraaf.